# جائزة غولدن غلوب لأفضل ممثلة - مسلسل قصير أو فلم تلفزيوني
جائزة غولدن غلوب لأفضل ممثلة - مسلسل قصير أو فيلم تلفزيوني هي واحدة من جوائز التلفزيون السنوية المقدمة من جمعية رابطة هوليوود للصحافة الأجنبية في هوليود.

## فائزين

### عقد1980
- 1981: جين سيمور
- 1982: إنغريد برغمان
- 1983: آن مارغريت
- 1984: آن مارغريت
- 1985: ليزا مينيلي
- 1986: لوريتا يونغ
- 1987: جينا رولاندز
- 1988: آن جيليان
- 1989: كريستين لاهتي

### عقد 1990
- 1990: باربرا هيرشي
- 1991: جودي ديفيس
- 1992: لورا ديرن
- 1993: بيت ميدلر
- 1994: جوان وودوارد
- 1995: جيسيكا لانج
- 1996: هيلين ميرين
- 1997: الفري وودارد
- 1998: أنجلينا جولي
- 1999: هالي بيري

### عقد 2000
- 2000: جودي دينش
- 2001: جودي ديفيس
- 2002: أوما ثورمان
- 2003: ميريل ستريب
- 2004: غلين كلوز
- 2006: هيلين ميرين
- 2007: كوين لطيفة
- 2008: لورا ليني
- 2009: درو باريمور

### عقد 2010
- 2010: كلير دينس
- 2011: كيت وينسليت
- 2012: جوليان مور
- 2013: إليزابيث موس
- 2014: ماغي جيلنهال - The Honourable Woman
- 2015: ليدي غاغا - American Horror Story: Hotel